# بکاسین
بکاسین (به عربی: بکاسین) یک منطقهٔ مسکونی در لبنان است که در شهرستان جزین واقع شده‌است. بکاسین ۹۵۰ متر بالاتر از سطح دریا واقع شده‌است.